# Muhammed Aburub
Muhammed Aburub (* 19. April 1994) ist ein ghanaischer Fußballspieler.

## Karriere
Aburub spielte in der Saison 2016/17 für die zweite Mannschaft des CD Toledo. Im Februar 2021 wechselte er zum österreichischen Zweitligisten SV Horn. Im April 2021 debütierte er in der 2. Liga, als er am 26. Spieltag der Saison 2020/21 gegen den Grazer AK in der 86. Minute für Marco Siverio eingewechselt wurde. Bis Saisonende kam er zu vier Einsätzen in der 2. Liga. Nach der Saison 2020/21 verließ er Horn wieder und ist seither vereinslos (Stand: Februar 2025).